# Тримлині
Тримлині (словен. Trimlini) — поселення в общині Лендава, Помурський регіон, Словенія. Висота над рівнем моря: 160 м.